# Посланица Јаковљева
Посланица Јаковљева (грч. Ἐπιστολή Ἰακώβου [Epistolḗ Iakṓbou]) једна је од књига Библије и Новог завета. Многи сматрају да је ова Посланица најстарији спис Новог завета написана пре Јерусалимског сабора, 49. или 50. године. Због тога што се заснива у духу Јеврејског моралног проповедништва. То је и доказ њене старине. Доста се разликује поготово од Павлове Посланице у њој нема посланичких елемената као што су уводни и закључни поздрави, личне поруке итд. Писана је у духу старозаветних поучних књига